# Brigham City
Brigham City è un comune degli Stati Uniti d'America, capoluogo della contea di Box Elder nello Stato dello Utah.
La città è servita dall'aeroporto Brigham City Airport.